# Airbus Group
Airbus Group (prije EADS (European Aeronautic Defence and Space Company)) je najveća europska zrakoplovna korporacija, druga u svijetu poslije američkog Boeinga i jedan od najvećih proizvođača vojne i svemirske opreme i naoružanja. 
Sastoji se od više europskih kompanija udruženih 2000. godine koje se i danas nalaze u vlasničkoj strukturi EADS-a među kojima su njemački Daimler Benz Aerospace (DASA), francuska Aérospatiale-Matra, španjolski Construcciones Aeronáuticas SA (CASA), itd. EADS je danas suvlasnik velikog broja poznatih kompanija u Europi i svijetu kao npr. Airbus, Arianespace, Astra i ostale.

## Organizacija
- Airbus
  - EADS Sogerma
- Military Transport Aircraft
- Eurocopter
- EADS Astrium
  - EADS Astrium Satellites
  - EADS Astrium Space Transportation
  - EADS Astrium Space Services.
- EADS Defence & Security
  - Defence Electronics
  - EADS Military Air Systems, uključujući projekte Mako/HEAT i vlasništva u sljedećim tvrtkama:
    - Dassault Aviation (45.76%) proizvođač vojnih zrakoplova Dassault Rafale i Dassault Mirage 2000.
    - Eurofighter GmbH (46%) proizvođač Eurofighter Typhoona.
    - EADS 3 Sigma grčka kompanija koja se bavi dizajniranjem, razvojem, proizvodnjom i uslugama u zračno-kopnenom robotičkom sustavu.

  - Defence and Communication Systems
  - MBDA (37.5%) proizvođač raketnih sustava.

## Ostali sektori unutar EADS-a
- EADS North America američka holding kompanija za aktivnosti EADS-a u Sjevernoj Americi. 
  - American Eurocopter
  - PlantCML
- ATR (50%) regionalni proizvođač zrakoplova
- EADS Socata
- EADS CASA
- EADS EFW
- Arianespace (30%)

## Poveznice
- Airbus
- Eurocopter Tiger
- Eurofighter Typhoon
- MBB
- Barracuda

## Vanjske poveznice
- Službene stranice EADS-a
- Airbus
- Eurocopter
- Arianespace
- EADS Defence Electronics  Arhivirana inačica izvorne stranice od 29. lipnja 2008. (Wayback Machine)
- EADS SPACE